# IC 2400
IC 2400 — галактика типу Sc (компактна спіральна галактика) у сузір'ї Рись.
Цей об'єкт міститься в оригінальній редакції індексного каталогу.